# Ontsnapping van Hugo de Groot

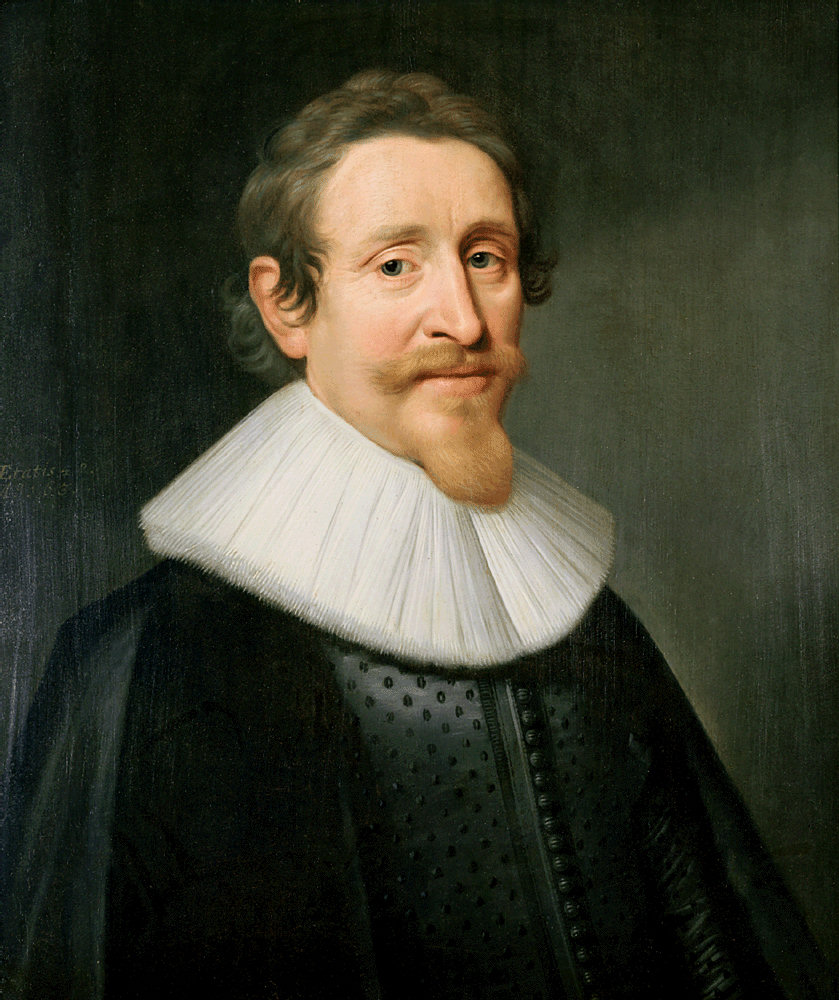
Hugo Grotius door Michiel Jansz. van Mierevelt

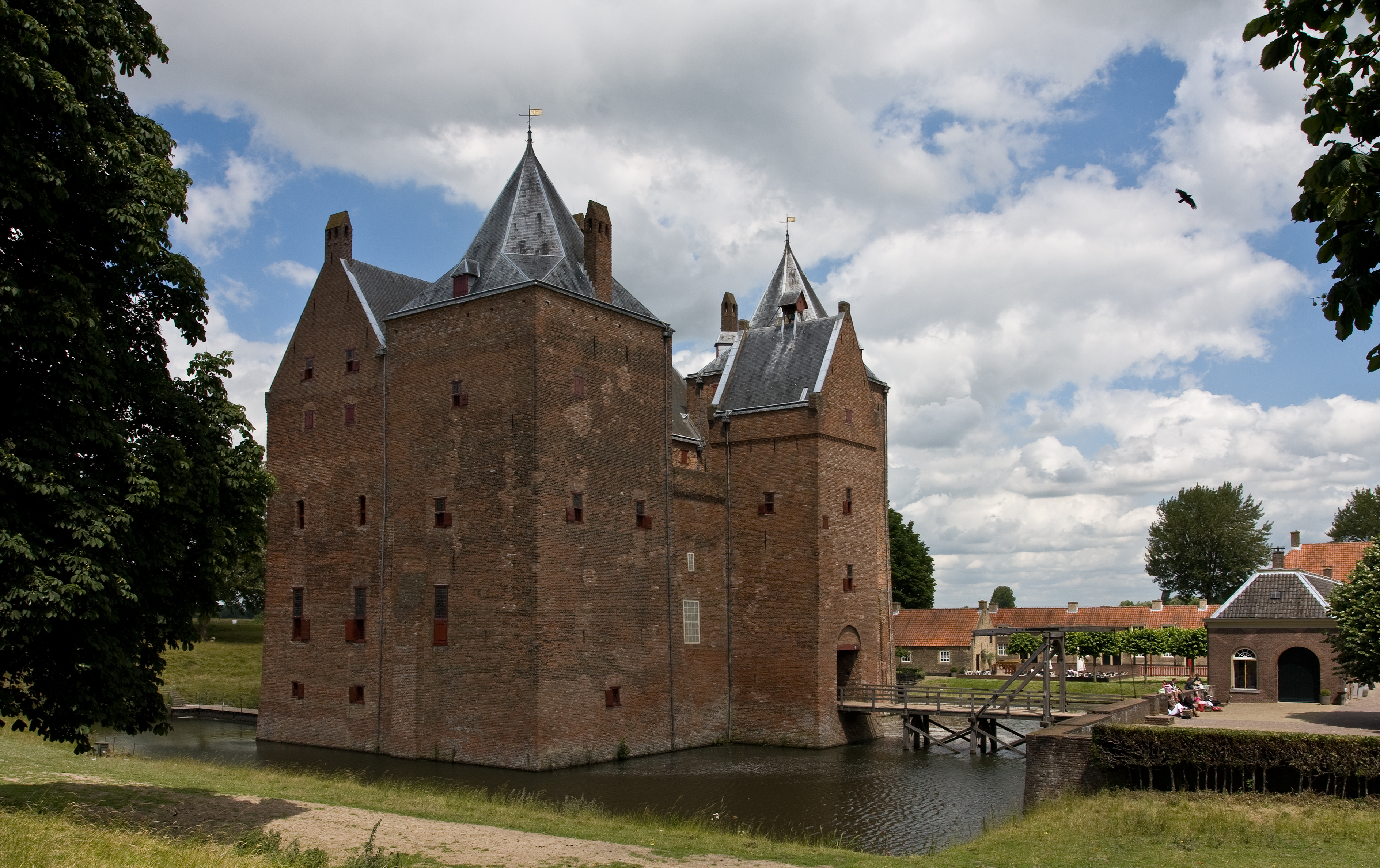
Slot Loevestein

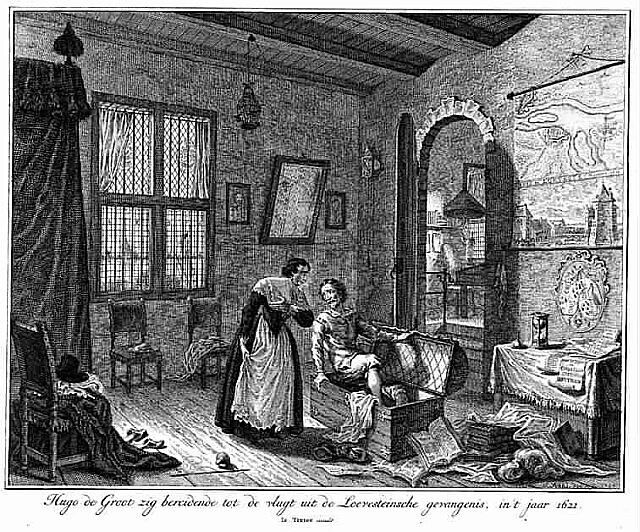
Hugo de Groot zig bereidende tot de vlugt uit de Loevesteinsche gevangenis, in't jaar 1622 (Tekening van Jan Wagenaar uit 1754)

De ontsnapping van Hugo de Groot uit Slot Loevestein in 1621 is internationaal beroemd. Hugo de Groot maakte zo een voortijdig einde aan de levenslange gevangenisstraf die hij er sinds 5 juni 1619 uitzat. Hij ontsnapte op 22 maart 1621, vlak voor het eind van het Twaalfjarig Bestand tijdens de Tachtigjarige Oorlog, verscholen in een boekenkist. Na zijn ontsnapping heeft hij nog 24 jaar geleefd.

## Voorbereidingen
Hugo de Groot mocht tijdens zijn gevangenschap verder studeren en schrijven. De boeken die hiervoor nodig waren, werden vanuit Gorinchem in een boekenkist naar Slot Loevestein gebracht. De boekenkist werd in het begin streng gecontroleerd, maar later verslapte de controle. Hierdoor werd een plan gesmeed om De Groot te laten ontsnappen. Hij trainde om stil en geruisloos te liggen in de boekenkist. De training duurde steeds twee uur per keer, de duur van de overtocht naar Gorinchem.
Op de dag dat er in Gorinchem een jaarmarkt gevierd werd, kroop Hugo de Groot in de boekenkist en werd mede door dienstmeisje Elsje van Houweningen het kasteel uitgebracht. De boekenkist werd mede door de festiviteiten niet gecontroleerd. Rond 08.30 uur werd de kist naar de overkant van de Waal/Merwede gebracht. In Gorinchem kwam hij rond 10.00 uur aan. Rond 12.00 uur was hij verkleed als metselaar en vertrok te voet richting het zuiden. Na een tocht door het Land van Altena kwam hij 's middags rond 16.00 uur aan in Waalwijk. Vandaar vertrok hij om ongeveer 18.00 uur naar Antwerpen op de kar van een Waalwijkse voerman.
Intussen vergat zijn vrouw, die Hugo de Groot bezoeken mocht en op Loevestein was achtergebleven, die avond een kaars aan te steken. Men vond zijn kamer verdacht donker en ontdekte zijn ontsnapping. Er werden nog wel ruiters de regio ingestuurd. Na middernacht arriveerden de ruiters in Waalwijk, maar De Groot was toen al enkele uren onderweg. De ruiters moesten van Spaans gebied blijven en hadden geen aanknopingspunt wat de bestemming zou zijn van Hugo de Groot.

## De route naar Antwerpen
Hugo de Groot reisde hoogstwaarschijnlijk via de in die tijd gangbare route van Waalwijk naar Antwerpen: Waalwijk, Loon op Zand, Tilburg, Riel, Alphen, Baarle, Hoogstraten, Sint-Lenaarts, Sint-Job-In-'t-Goor, Merksem, Antwerpen. Tussen Riel en Hoogstraten moest hij daarbij Staats gebied doorkruisen. In de biografie van De Groot door Brandt en Van Cattenburgh staat daarover: 'Den ganschen nacht gereden hebbende, en nog eenige uuren van Antwerpen zynde, zag hy des anderen daegs eenige Soldaeten van den Spaenschen bodem op hem afkomen, die de kar deeden stil staen en hem naer zyn paspoort vraegden.' Hieruit valt op te maken dat Hugo de Groot op dat punt zojuist Staats gebied had verlaten. Blijkbaar zag hij weinig gevaar in dat traject over 'vijandig' gebied. 
Dezelfde passage uit de biografie maakt duidelijk dat Hugo de Groot niet in herberg De Zwaan in Baarle heeft overnacht, zoals een hardnekkige legende wil. Het tijdschema zou daarmee ook in strijd zijn. De Groot arriveerde rond half één bij zijn gastheer dominee Nicolaas Grevinkhoven in Antwerpen. Dat zou onhaalbaar zijn geweest als hij ook nog in Baarle had overnacht. 
Vanuit Antwerpen reisde De Groot anderhalve week daarna naar Parijs.

## Boekenkist
Drie musea in Nederland hebben een boekenkist waarvan beweerd wordt dat hij voor de ontsnapping is gebruikt. Er staat er een in het Rijksmuseum in Amsterdam, in Museum Prinsenhof in Delft en in Slot Loevestein.
Onderzoek ten behoeve van de restauratie van de Delftse kist in 2013 heeft aangetoond dat hoogstwaarschijnlijk geen van de drie kisten de kist van de ontsnapping is: die raakte namelijk al in de 17e eeuw zoek. 
Op 4 maart 2020, na, nogmaals een diepgaand onderzoek, maakte het televisieprogramma Historisch bewijs bekend dat de boekenkist die in het Museum Prinsenhof staat, "als enige de kist zou kunnen zijn".

## Fotogalerij

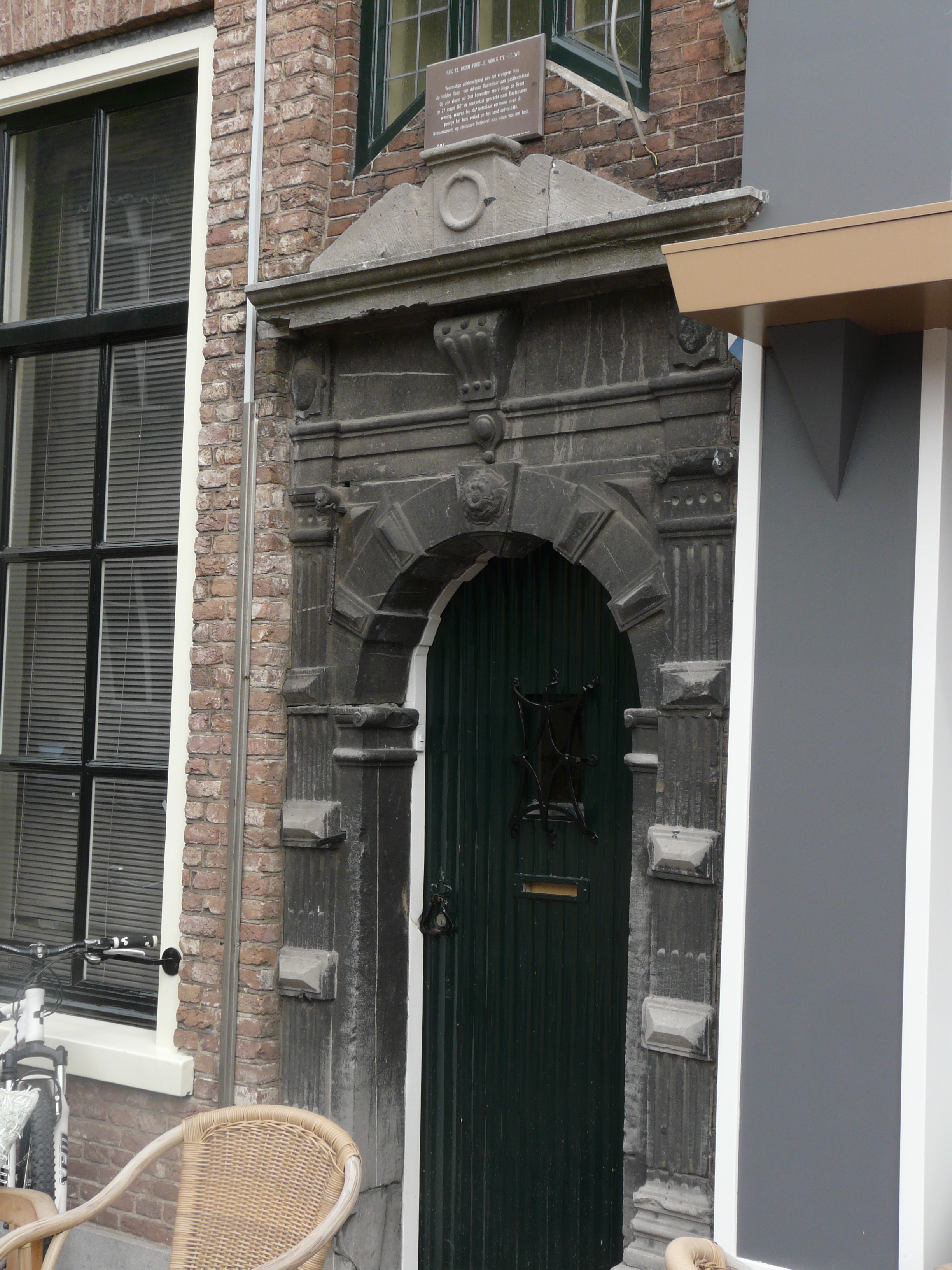
Hugo de Grootpoortje in Gorinchem
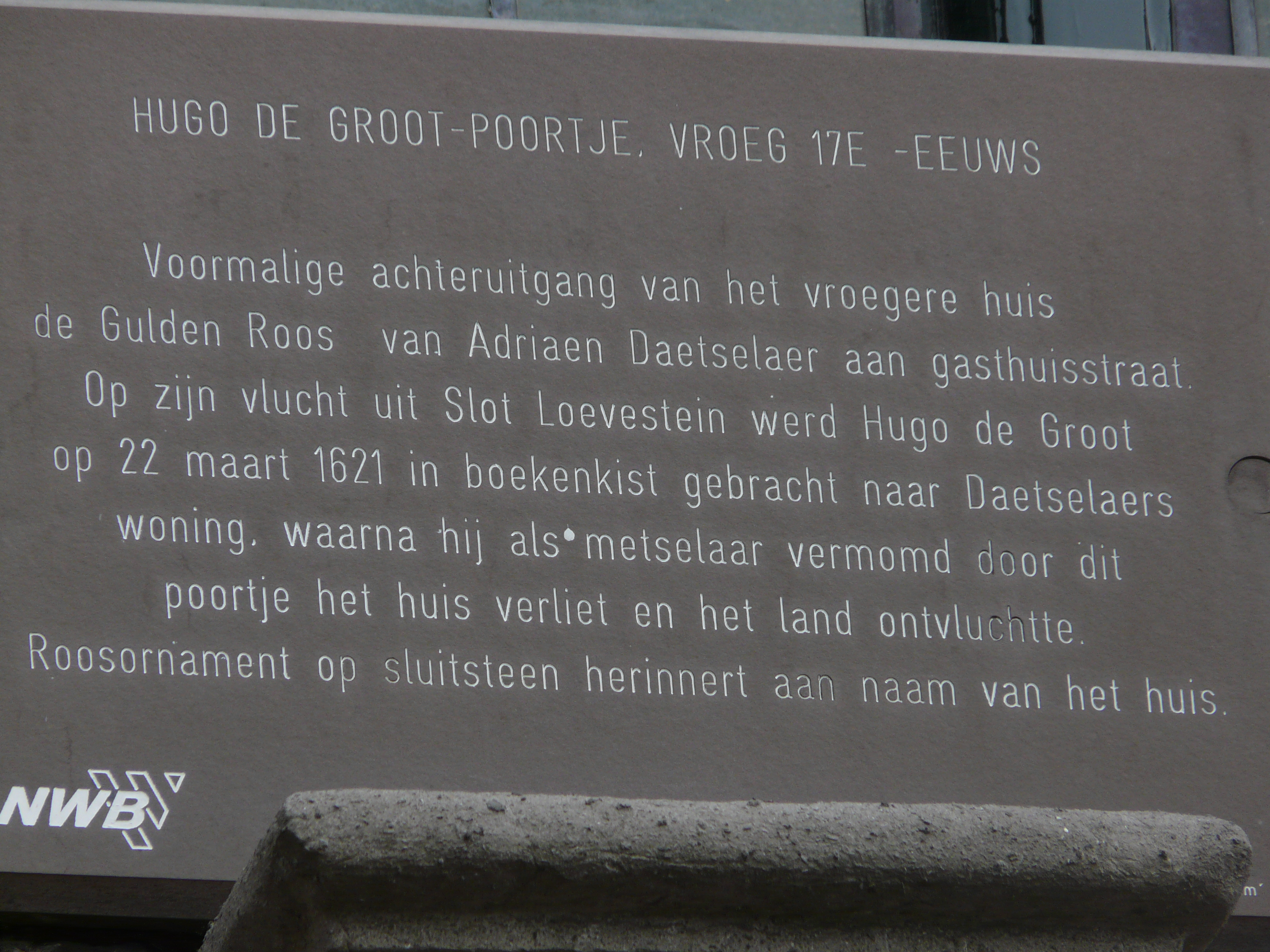
Bord aan het Hugo de Grootpoortje in Gorinchem
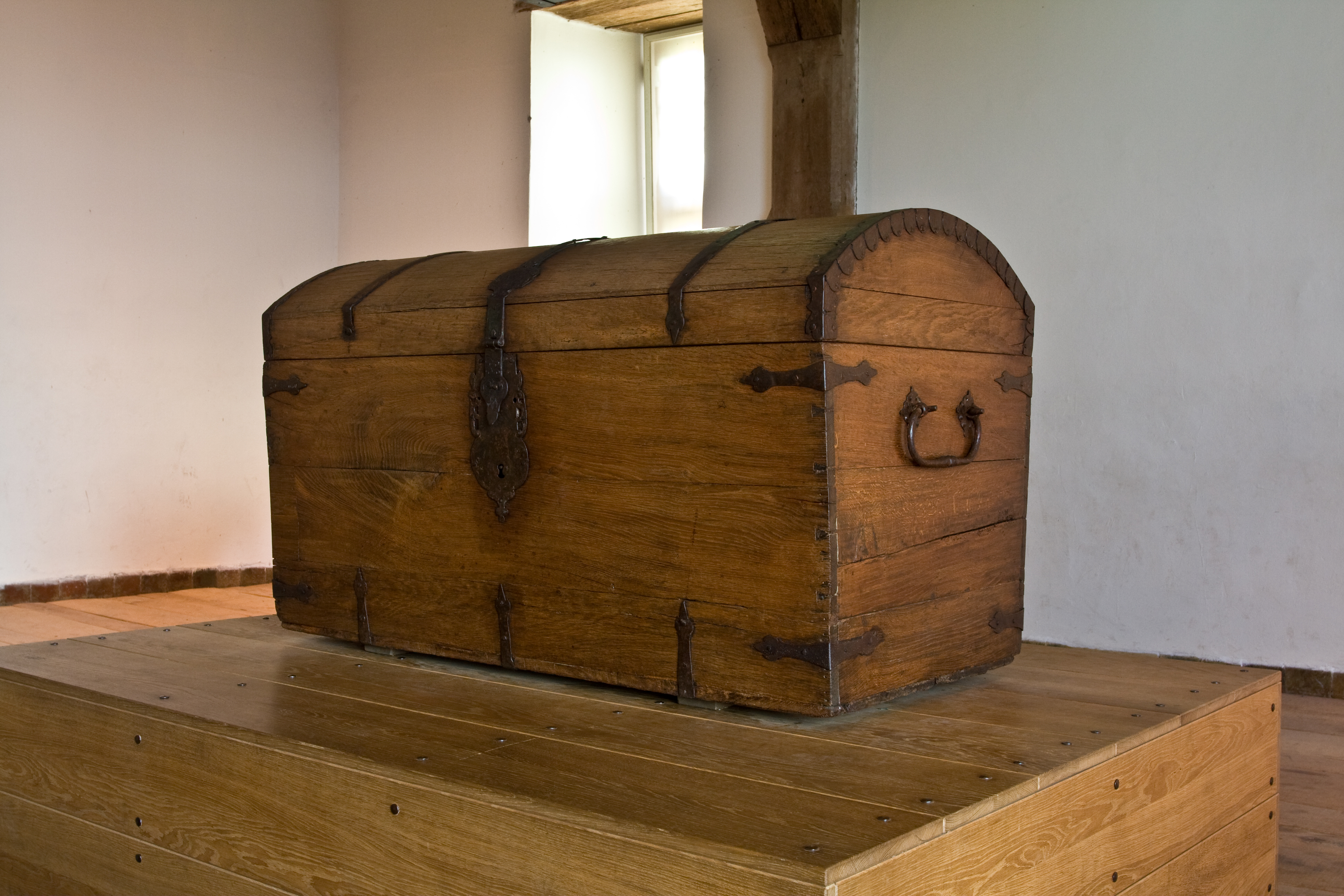
Boekenkist uit de tijd van Hugo de Groot (Slot Loevestein)
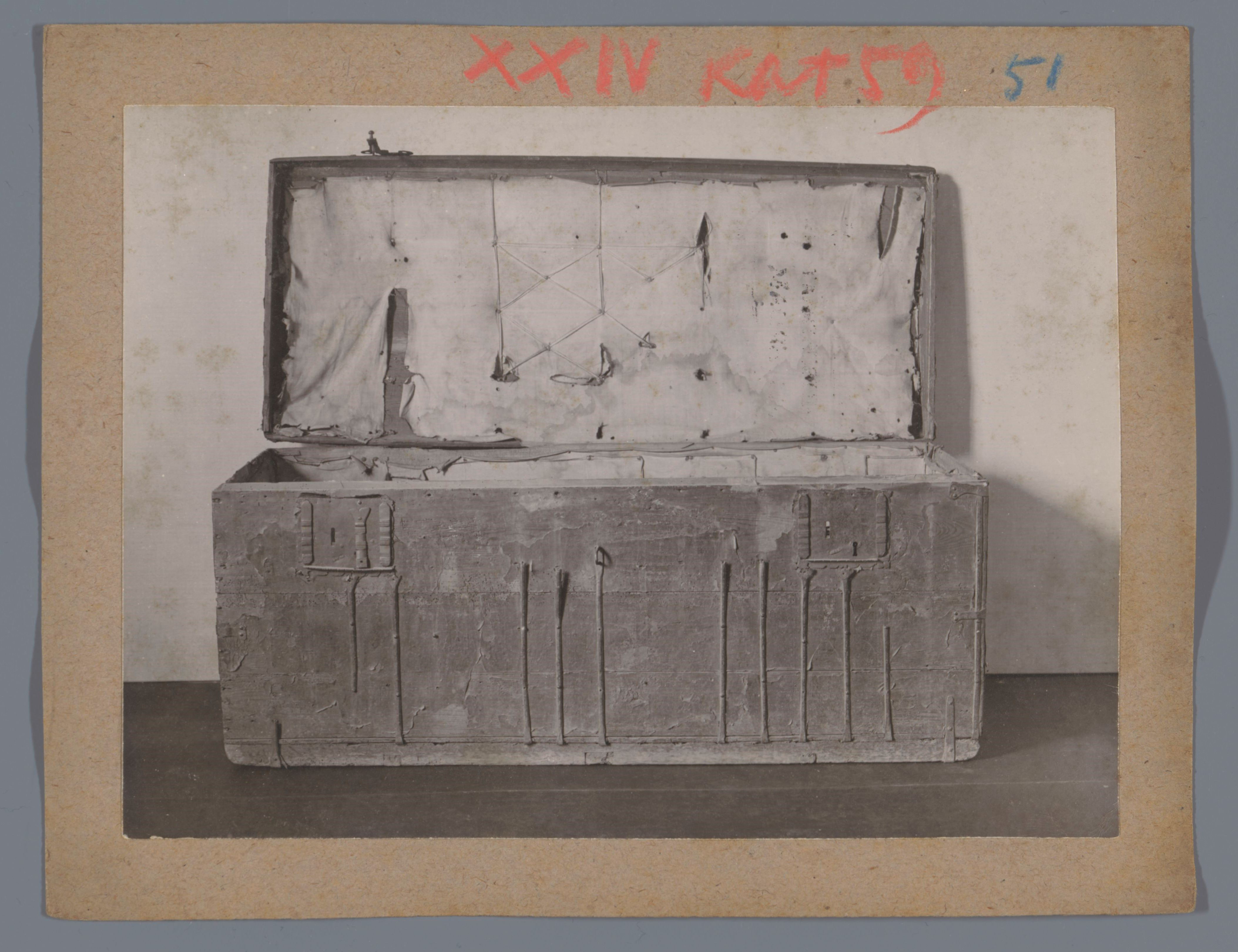
'Boekenkist van Hugo de Groot', fotocollectie Rijksprentenkabinet